# Municipio de Wheeler (Míchigan)
El municipio de Wheeler (en inglés: Wheeler Township) es un municipio ubicado en el condado de Gratiot en el estado estadounidense de Míchigan. En el año 2010 tenía una población de 2786 habitantes y una densidad poblacional de 29,97 personas por km².

## Geografía
El municipio de Wheeler se encuentra ubicado en las coordenadas 43°25′25″N 84°25′12″O / 43.42361, -84.42000. Según la Oficina del Censo de los Estados Unidos, el municipio tiene una superficie total de 92.96 km², de la cual 92,93 km² corresponden a tierra firme y (0,03 %) 0,03 km² es agua.

## Demografía
Según el censo de 2010, había 2786 personas residiendo en el municipio de Wheeler. La densidad de población era de 29,97 hab./km². De los 2786 habitantes, el municipio de Wheeler estaba compuesto por el 97,02 % blancos, el 0,25 % eran afroamericanos, el 0,39 % eran amerindios, el 0,04 % eran asiáticos, el 1,47 % eran de otras razas y el 0,83 % eran de una mezcla de razas. Del total de la población el 4,85 % eran hispanos o latinos de cualquier raza.